# Ґонтар
Ґонтар — ремісник, що виготовляє гонти (драниця, клиноподібні дощечки з пазами, які використовуються для виготовлення покрівлі), або просто майстер з виготовлення покрівлі. Можливо, «гонтар» є (або було) і в російській мові (очевидно, як запозичення з української), але у Даля і Ожегова знаходимо лише «гонт».